# マリオ・コルナ
マリオ・エステヴェス・コルナ（Mário Esteves Coluna、1935年8月6日 - 2014年2月25日）は、モザンビーク出身の元ポルトガル代表サッカー選手。ポジションはミッドフィールダー（インサイドレフト）。愛称はオ・モンストロ・サグラード（O Monstro Sagrado、聖なる怪物）。

## 経歴
ポルトガル領東アフリカ（現モザンビーク）出身のコルナは、地元のデスポルティーヴォ・ロレンソ・マルケスでのプレーを認められ、1954-55シーズンにポルトガルのベンフィカに加入した。ベンフィカには1969-70シーズンまで在籍し、リーグ優勝10回、カップ優勝6回に貢献した。ヨーロピアンカップでは2度優勝（1960-1961、1961-1962）の後、さらに主将として3度準優勝（1962-1963、1964-1965、1967-1968）した。引退直前の1970-1971シーズンから1971-1972シーズンまではフランスのオリンピック・リヨンに在籍した。
ポルトガル代表としては57試合に出場し8ゴールを挙げる。デビュー戦は1955年5月4日の親善試合スコットランド戦、代表最後の試合は1968年12月11日のFIFAワールドカップ・予選のギリシャ戦である。1966年ワールドカップで3位入賞を果たし「マグリッソス」（en:Magriços）の愛称で知られたチームで主将を務めた。
1975年にモザンビークが独立した後はモザンビークサッカー連盟会長やモザンビーク代表監督を歴任、1994年から1999年まで同国スポーツ相を務めた。
2014年2月25日、呼吸器系の病気のためモザンビークで死去。78歳没。

## プレースタイル
エレガントで効率的なスタイルのゲームメーカーだったコルナは卓越したキック力でも知られ、1960-61シーズンのヨーロピアンカップ決勝のFCバルセロナ戦では、彼が決めた40メートルのロングシュートが決勝点になった。身体能力も非常に高く、モザンビークでの走り幅跳び記録を持つほどだった。

## タイトル
ベンフィカ
- UEFAチャンピオンズリーグ: 1961, 1962
- ポルトガルリーグ: 1955, 1957, 1960, 1961, 1963, 1964, 1965, 1967, 1968, 1969
- ポルトガルカップ: 1955, 1957, 1959, 1962, 1964, 1969